# Кузъелга (Башкортостан)
Кузъелга (баш. Көҙйылға) — упразднённый посёлок Татлинского сельсовета Белорецкого района Республике Башкортостан Российской Федерации. С 1996 в черте ЗАТО Межгорье.

## Этимология
Название посёлка появилось путём слияния двух башкирских слов: «көҙ» (осень, осенний) и «йылға» (река).

## География
Стоит на реке Кузъелга (Большая Кузъелга), у подножья хребта Нары.

## Топоним
Известен также как Куз-Елга на карте 1944 года,  Кузелга на карте 1953 года

## История
В 1930 году образовано спецпоселение п. Кузъелга ГУЛАГ НКВД СССР.

## Население
В 1959—759 человек; 1989—332 человека.

## Инфраструктура
Нет достоверных данных.

## Транспорт
Доступен автомобильным и железнодорожным транспортом.